# Filippo Planzone
Filippo Planzone, detto il Siciliano (Nicosia, 1610 – Genova, 1636), è stato uno scultore italiano.

## Biografia
Filippo Planzone nacque a Nicosia di Sicilia nel 1610. Si trasferì giovanissimo a Genova dove si arruolò come soldato prestando servizio presso la guarnigione a guardia della Porta di Santo Stefano di quella città. Nelle ore di riposo si dedicava all'intaglio delle impugnature dei bastoni di legno sulle quali rappresentava con fine intarsio teste antropomorfe e teriomorfe. Pur autodidatta, dimostrò grande maestria tanto che le sue opere attirarono l'attenzione di Battista Dalla Torre, fine cultore d'arte, il quale prese il giovane sotto la sua protezione aiutandolo a perfezionare la sua innata arte presso scuole di disegno e intaglio.
Filippo divenne presto un ineguagliabile scultore del corallo e dell'avorio realizzando finissimi lavori. Uno dei primi esemplari della sua arte fu un teschio di corallo vuoto “nel di dentro, e sottile quanto un foglio di carta”. Presto la sua fama uscì fuori dai confini della città ligure e ricevette commesse da molti famosi personaggi del suo tempo. Fra questi il Granduca di Firenze che ebbe da lui realizzata una Santa Margherita di corallo “che tiene legato il dragone con certe catenelle scavate similmente da un'istessa massa”. Per lo stesso committente realizzò un capolavoro che ancora oggi è possibile ammirare nel Museo degli Argenti di Palazzo Pitti in Firenze: una gabbietta d'avorio, a forma d'uovo, entro la quale è scolpito un piccolo cavallo.
La sua fama arrivò anche a Roma dove furono presentati a Papa Urbano VIII tre manici di coltelli “l'eccellenza de quali indusse il Pontefice à desiderare il Planzone in sua Corte”. 
Ma egli non poté accettare l'invito per il numero di lavori in cui era occupato a Genova, dove aveva preso moglie e avuti dei figli, e in questa stessa città morì nel 1636 all'età di appena 26 anni “lasciando nell'opere di sua mano eterna e gloriosa memoria del suo nome”.